# ABBA Gold – Greatest Hits
ABBA Gold – Greatest Hits je kompilacija hitova švedskog sastava ABBA.

## Popis pjesama
1. "Dancing Queen" – 3:51
2. "Knowing Me, Knowing You" – 4:03
3. "Take a Chance on Me"  – 4:06
4. "Mamma Mia" – 3:33
5. "Lay All Your Love on Me" – 4:35
6. "Super Trouper" – 4:13
7. "I Have a Dream" - 4:42
8. "The Winner Takes It All" – 4:54
9. "Money, Money, Money" – 3:06
10. "S.O.S." – 3:20
11. "Chiquitita" – 5:27
12. "Fernando" – 4:14
13. "Voulez-Vous" – 4:21
14. "Gimme! Gimme! Gimme! (A Man After Midnight)" – 4:52
15. "Does Your Mother Know" – 3:13
16. "One of Us" – 3:58
17. "The Name of the Game" – 3:56
18. "Thank You for the Music" – 3:49
19. "Waterloo" – 2:46